# Jean-Paul Jacob
Pour les articles homonymes, voir Jacob (homonymie).
Jean-Paul Jacob, né le 21 mars 1948, est un archéologue français spécialiste de céramologie et d'archéologie minière.
Il a été président de l'INRAP, de 2008 à 2014.